# پلیمپتن ۳۲۲

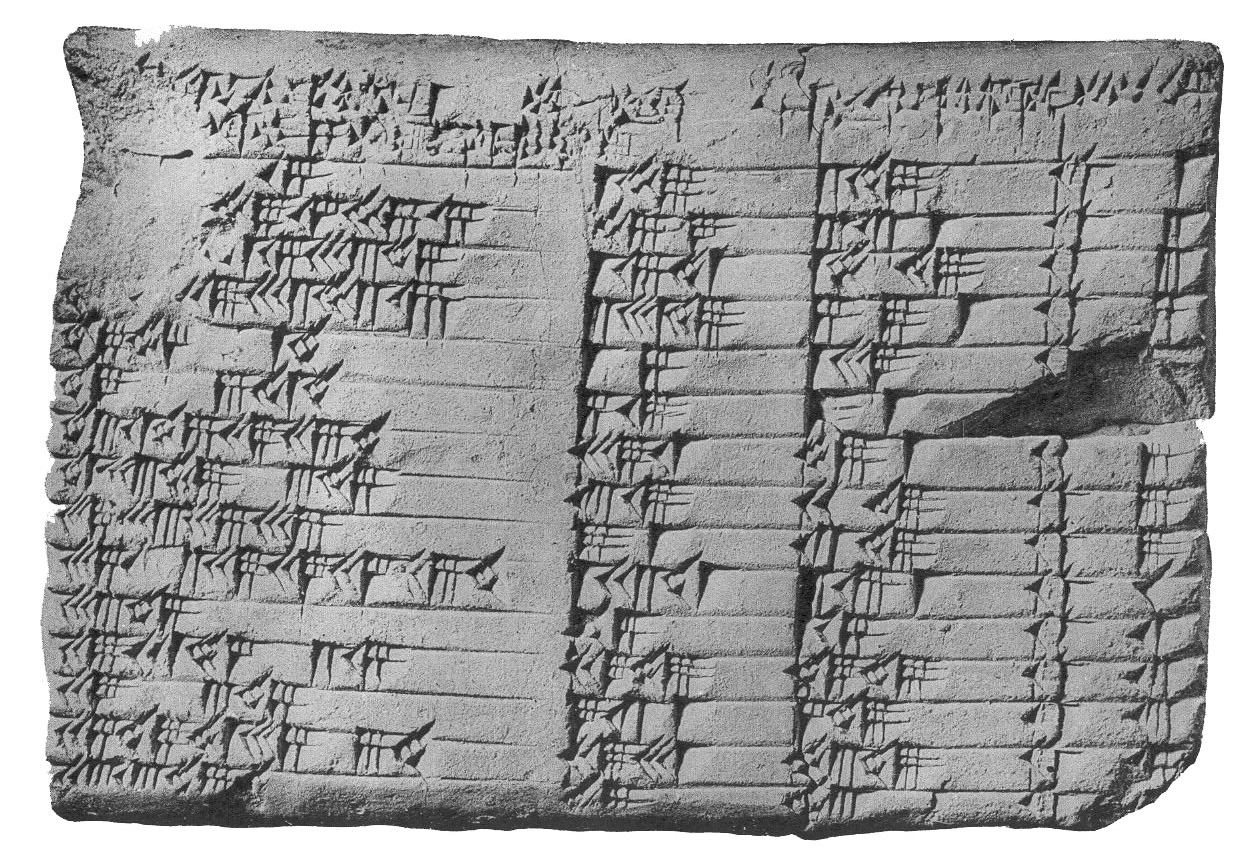
لوح پلیمپتن ۳۲۲.

پلیمپتُن ۳۲۲ نام یکی از معروف‌ترین لوح‌های رسی شامل ریاضیات بابلیان است. این لوح به خط میخی نوشته شده است و قدمتی بین ۱۹۰۰ تا ۱۶۰۰ ق.م. دارد. ۳۲۲ در نام این کتبیه از آن جهت آمده است که این لوح در مجموعه ج.ا. پلیمپتن در دانشگاه کلمبیا شماره ۳۲۲ را دارد.
این لوح یک جدول، ۴ ستون و ۱۵ ردیف عدد است. این جدول فهرستی از اعداد سه‌تایی فیثاغورثی را در خود جای داده است. یعنی اعدادی که طبق قضیه فیثاغورث در معادله {\displaystyle a^{2}+b^{2}=c^{2}} صدق می‌کنند...

## اعداد جدول
همه اعداد جدول در دستگاه اعداد پایه ۶۰ آمده‌اند. ستون اول از سمت راست این جدول اعداد ۱ تا ۱۵ را نشان می‌دهد و صرفاً برای شمارش سطرها به کار رفته است. ستون‌های وسطی از لوح بدست آمده کاملاً قبل تشخیص بودند ولی تکه‌ای در گوشه بالای سمت چپ، از ستون آخر، و تکه‌ای از ستون اول ناقص بوده است و با حدسیات محققان تکمیل شده است. اعداد داخل پرانتز طبق دستگاه ده‌دهی هستند و پرانتزهایی که دو عدد دارند عدد دوم عدد صحیح را نشان می‌دهد. این خطا ممکن است ناشی از اشتباهات محاسباتی یا نوشتاری باشد.
| ۵۹:۰۰:۱۵             | ۱:۵۹ (۱۱۹)        | ۲:۴۹ (۱۶۹)      | ۱  |
| ۵۶:۵۶:۵۸:۱۴:۵۰:۰۶:۱۵ | ۵۶:۰۷ (۳۳۶۷)      | ۱:۲۰:۲۵ (۴۸۲۵)  | ۲  |
| ۵۵:۰۷:۴۱:۱۵:۳۳:۴۵    | ۱:۱۶:۴۱ (۴۶۰۱)    | ۱:۵۰:۴۹ (۶۶۴۹)  | ۳  |
| ۵۵:۱۰:۲۹:۳۲:۵۲:۱۵    | ۳:۳۱:۴۹ (۱۲۷۰۹)   | ۵:۰۹:۰۱ (۱۸۵۴۱) | ۴  |
| ۴۸:۵۴:۰۱:۴۰          | ۱:۰۵ (۶۵)         | ۱:۳۷ (۹۷)       | ۵  |
| ۴۷:۰۶:۴۱:۴۰          | ۵:۱۹ (۳۱۹)        | ۸:۰۱ (۴۸۱)      | ۶  |
| ۴۳:۱۱:۵۶:۲۸:۲۶:۴۰    | ۳۸:۱۱ (۲۲۹۱)      | ۵۹:۰۱ (۳۵۴۱)    | ۷  |
| ۴۱:۳۳:۴۵:۱۵:۰۳:۴۵    | ۱۳:۱۹ (۷۹۹)       | ۲۰:۴۹ (۱۲۴۹)    | ۸  |
| ۳۸:۳۳:۳۶:۳۶          | ۸:۰۱ (۴۸۱، ۵۴۱)   | ۱۲:۴۹ (۷۶۹)     | ۹  |
| ۳۵:۱۰:۰۲:۲۸:۲۷:۲۴:۲۶ | ۱:۲۲:۴۱ (۴۹۶۱)    | ۲:۱۶:۰۱ (۸۱۶۱)  | ۱۰ |
| ۳۳:۴۵                | ۴۵ (۴۵)           | ۱:۱۵ (۷۵)       | ۱۱ |
| ۲۹:۲۱:۵۴:۰۲:۱۵       | ۲۷:۵۹ (۱۶۷۹)      | ۴۸:۴۹ (۲۹۲۹)    | ۱۲ |
| ۲۷:۰۰:۰۳:۴۵          | ۲:۴۱ (۱۶۱، ۲۵۹۲۱) | ۴:۴۹ (۲۸۹)      | ۱۳ |
| ۲۵:۴۸:۵۱:۳۵:۰۶:۴۰    | ۲۹:۳۱ (۱۷۷۱)      | ۵۳:۴۹ (۳۲۲۹)    | ۱۴ |
| ۲۳:۱۳:۴۶:۴۰          | ۵۶ (۵۶)           | ۱:۴۶ (۱۰۶، ۵۳)  | ۱۵ |

در هر ردیف عدد واقع در ستون سوم، کوچک‌ترین ضلع مثلث (s)، و عدد واقع در ستون دوم وتر مثلث (d) هستند. ستون چهارم هم {\displaystyle {\tfrac {d^{2}}{l^{2}}}} را نشان می‌دهد که در آنها {\displaystyle l} ضلع بلندتر (بعد از وتر) همان مثلث را نشان می‌دهد. این عدد در واقع مجذور Sec زاویه مقابل ضلع کوچک‌تر است. در این اعداد نظم شگفت‌انگیزی قابل مشاهده است بدین ترتیب که وقتی از سطری به سطر دیگر جدول می‌رویم اندازه Sec زاویه مقابل ضلع کوچک‌تر به اندازه ۱/۶۰ کاهش می‌یابند و زاویه متناظر از ۴۵ درجه به ۳۱ درجه کاهش می‌یابد. بنابراین جدولی در دست داریم که Sec زاویه را از ۴۵ تا ۳۱ به ما می‌دهد و مثلث‌هایی با اضلاعی به طول صحیح در اختیار می‌گذارد.